# Cmentarz Miejski w Kaliszu
Cmentarz Miejski w Kaliszu – cmentarz katolicki w Kaliszu, założony w 1807, jeden z najstarszych polskich cmentarzy, pomnik sztuki sepulkralnej wpisany do rejestru zabytków w 1954; spoczywają na nim prochy wielu zasłużonych kaliszan i mieszkańców Kaliskiego.

## Osoby pochowane na cmentarzu

### Napoleończycy
Najstarsze zachowane tablice nagrobne i nagrobki należą do polskich weteranów kampanii napoleońskich, oficerów Legionów Polskich i armii Księstwa Warszawskiego:
- nagrobek wraz z tablicą majora Stanisława Broszkowskiego (zm. 1827), oficera Legii Nadwiślańskiej[3][4], odznaczonego orderem Virtuti Militari,
- tablica nagrobna pułkownika Józefa Grzegorza Puchalskiego (zm. 1833), chirurga wojskowego, przyjaciela generała Jana Henryka Dąbrowskiego, odznaczonego francuską Legią Honorową i orderem VM,
- rodzinny nagrobek wraz z tablicą podpułkownika Franciszka Patka (zm. 1844), podczas powstania listopadowego dwukrotnie odznaczonego orderem VM,
- tablica nagrobna pułkownika Rafała Zajączka (zm. 1846)[5], bratanka stryjecznego księcia generała Józefa Zajączka[6][7], odznaczonego orderem VM.

### Powstańcy styczniowi
Na cmentarzu pochowani są również weterani powstania styczniowego:
- Roch Biernacki (zm. 1922)[8]
- Jakub Chmielewski (zm. 1922)[9]
- Jan Maksymilian Choiński (zm. 1927)[10][11]
- Ludomir Choynowski (zm. 1940)[12]
- Władysław Dołęga-Otocki (zm. 1943)[13]
- Antoni Freytag (zm. 1919), porucznik[11]
- Henryk Mikołaj Miler (zm. 1921), porucznik[14]
- Roman Mrozowski (zm. 1923), porucznik[15]
- Józef Półrolniczak (zm. 1941)[16]

### Inni
- Józef Balukiewicz, malarz, twórca obrazów historycznych
- Adam Chodyński, prawnik, historyk, współzałożyciel „Kaliszanina”
- Wojciech Jabłkowski, bojowiec PPS
- Aleksander Januszkiewicz, lekarz, rektor Uniwersytetu Stefana Batorego w Wilnie
- Władysław Kościelniak, artysta grafik, regionalista[17]
- Felicja Łączkowska, założycielka publicznej Czytelni i Biblioteki im. Adama Mickiewicza
- Wojciech Matuszewski, burmistrz Kłodzka
- Kazimierz Mystkowski, przemysłowiec, założyciel Parowej Fabryki Pierników i Biszkoptów w Kaliszu
- Maksymilian Opieliński, prezydent Kalisza (1898–1903)
- Melania Parczewska, pisarka, założycielka Stowarzyszenia Narodowego Kobiet Polskich
- Alfons Parczewski, prawnik, historyk, rektor Uniwersytetu Stefana Batorego w Wilnie
- Józef Radwan, prawnik, literat, drukarz, wydawca „Gazety Kaliskiej”
- Franciszek Reinstein, architekt, budowniczy województwa kaliskiego Królestwa Polskiego
- Walenty Stanczukowski, lekarz, założyciel Czytelni Dzieł Polskich
- Halina Sutarzewicz, historyk literatury
- Mieczysław Szarras, prezydent Kalisza (1924–1934)
- Seweryn Tymieniecki, prawnik, numizmatyk, współtwórca Muzeum Ziemi Kaliskiej
- Scholastyka Wasiłowska, matka Marii Konopnickiej
- Teofil Wilski, biskup pomocniczy kaliski w latach 1995–2011
- a także legioniści z okresu I wojny światowej, zmarli w obozie internowania w Szczypiornie.